# 3-я Институтская улица
3-я Институтская улица — улица, расположенная в Рязанском районе Юго-Восточного административного округа Москвы.

## Происхождение названия
Улица получила своё название в 1960 году по расположенным поблизости научно-исследовательским институтам, в частности, по Федеральному научному агроинженерному центру ВИМ (ФНАЦ ВИМ), находящемуся в непосредственной близости от неё.

## Описание
Улица проходит от Рязанского проспекта до 1-го Вешняковского проезда. Пересекает улицу Михайлова. Слева примыкает 1-й Институтский проезд.

## Примечательные здания и сооружения
По чётной стороне
д. 6к2 — Школа №329, дошкольное отделение 
По нечётной стороне

## Транспорт

### Метро
В начале улицы расположена станция метро «Окская».

### Автобусы
По улице не ходит общественный транспорт; ближайшая автобусная остановка находится на улице Михайлова.
51 138-й квартал Выхина —  Таганская
371 Платформа Чухлинка —  Рязанский проспект
725 Кузьминский парк — Волжский бульвар, 16